# Axel Wallensköld
Axel Gabriel Wallensköld (né le 10 mai 1864 à Saint-Pétersbourg - mort le 22 mars 1933 à Helsinki) est un romaniste finlandais.

## Éléments biographiques
Axel Gabriel Wallensköld, né le 10 mai 1864 à Saint-Pétersbourg, mort le 23 mars 1933 à Helsinki, était un spécialiste de philologie romane.
En 1882, il entreprend des études à Helsinki et obtient une maîtrise en 1886 puis celui de docent en philologie romane. En 1905, il est nommé professeur associé (extra ordinaire) avant d'être titularisé en 1915. Ses travaux scientifiques portent pour la plupart sur l'ancien français, dont il publiera de nombreux textes dans des éditions critiques, c'est-à-dire comportant apparat critique, glossaire et étude linguistique.
Il publie également des travaux scientifiques dans les domaines de la phonétique et de la syntaxe historiques, notamment Un cas de métathèse constante pendant la période de formation de l'ancien français (1896), Zur Klärung der Lautgesetzfrage (Tobler-Abhandlungen, 1895), Le Conte de la femme chaste convoitée par son beau-frère (Acta de la Société de littérature finnoise, XXXIII, 1907), une étude folklorique sur la matière de Florence de Rome, qui révèle les origines indiennes du conte, ainsi que La construction du complément des comparatifs et des expressions comparatives dans les langues romanes (Mémoires de la Société néophilologique d'Helsinki, V, 1909). Il publie même un manuel de français intitulé Fransk elementarbok (1893) en plus d'avoir rédigé un grand nombre d'articles et de comptes rendus. 
De plus, Wallensköld a participé en qualité de membre aux activités de la Maison de la noblesse de Finlande dans les années 1891 à 1906. Il s'est également illustré en tant que membre du Conseil municipal de la ville d'Helsinki. Actif au sein de la communauté suédophone de Finlande, il est, à partir de 1911, trésorier de la Société finlandaise de littérature suédoise (Svenska litteratursällskapet i Finland) et administre ainsi le Fonds culturel suédois (Svenska kulturfonden). Ardent promoteur de la fondation d'un théâtre national suédois en Finlande, il préside la délégation d'Helsinki du Théâtre suédois à partir de 1916.

## Quelques publications
- Le mystère de saint Laurent (avec Werner Söderhjelm, publié par la Société de littérature finnoise, 1890)
- Chansons de Conon de Béthune (thèse, 1891)
- Les Chansons de Gautier d'Épinal (1902)
- Florence de Rome (I, 1909, II, 1907; publié par la Société des anciens textes français)
- Les chansons de Thibaut de Champagne (1925; également publié par la Société des anciens textes français)